# 내세

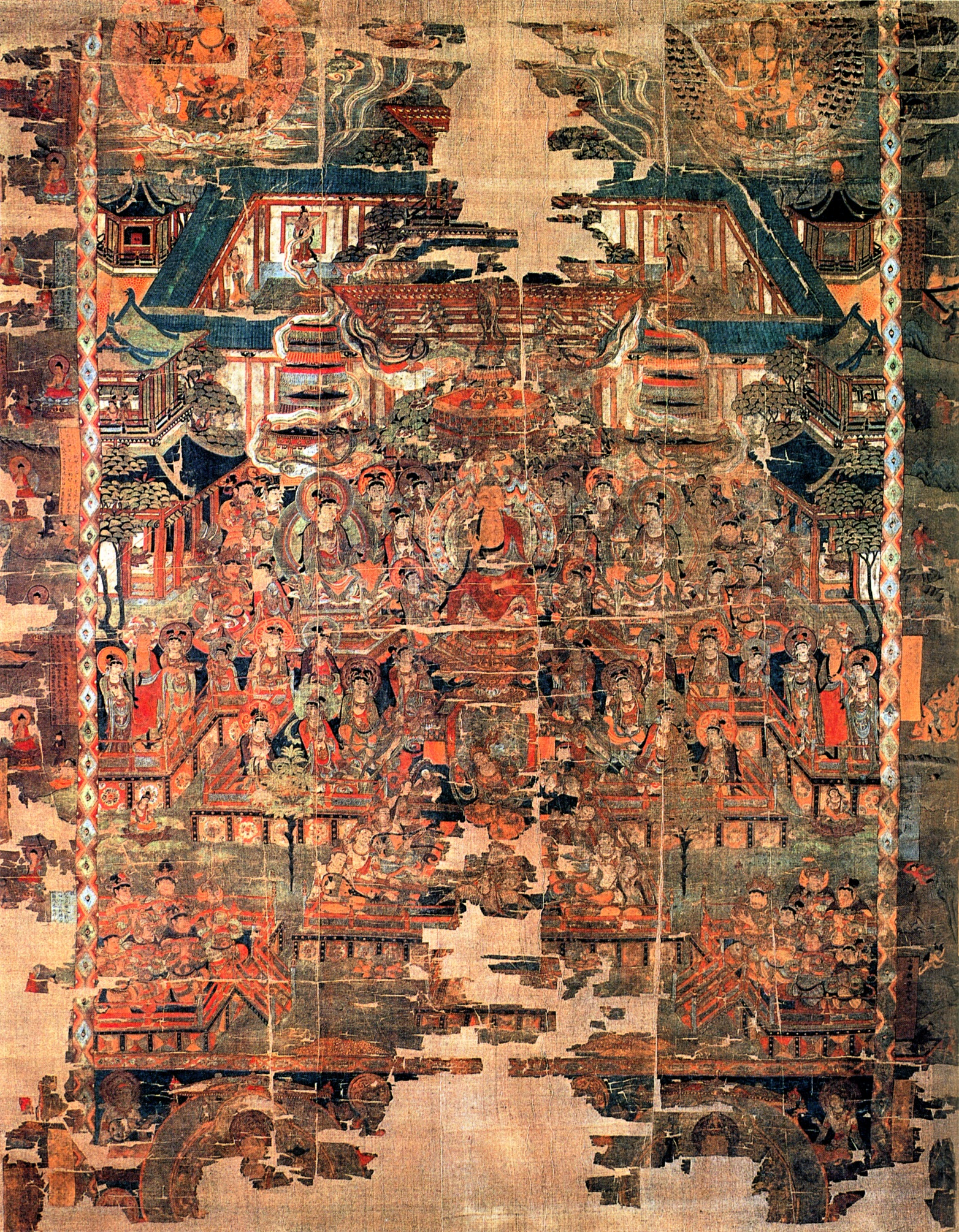

내세(來世, 문화어: 래세, 영어: afterlife)는 각 개인에게 개체성을 부여하는 그 자신의 일부 또는 에센스(이하, "에센스")가 이 세상에서의 육체의 죽음 이후에도, 초자연적인 존재에 의해서건 혹은 자연적인 법칙에 의해서건, 계속하여 살아남는다는 믿음 또는 견해에서, 그 에센스가 가게 되는 세상 또는 존재 상태를 가리키는 낱말이다. 또는 이러한 종류의 믿음을 지칭하는 용도로도 사용된다.
다음 세상(next world) · 뒷세상[後世] · 명도(冥途) · 명부(冥府) · 명토(冥土) · 사후 세계(死後世界, afterlife) · 유계(幽界) · 유명(幽冥) · 음부(陰府) · 저 세상(other world, otherworld) · 저승(other side) · 타계(他界) · 황천(黃泉) · 후생(後生) · 후세(後世, life after death)라고도 한다. 이 가운데 저승은 이승의 상대개념으로 이승은 '이 생[此生]'에서 유래했고 저승은 '저 생[彼生]'에서 유래했다.
널리 알려진 대중적인 내세관으로는 크게 세 가지가 있다. 첫 번째는 이 세상에서 육체가 죽은 후에는 그 개인의 에센스가 '어떤' 영적인 세상 또는 영역(spiritual realm) 즉 영계에서 계속하여 삶을 이어간다는 내세관이다. 두 번째는 육체가 죽은 후에는 그 개인의 에센스는, 보통 일정 시간이 지난 후에, 다시 이 세상으로 태어나는데 이러한 재탄생은 그 개인이 영계에 들어갈 수 있는 자격을 얻을 때까지 또는 이 세상을 벗어날 수 있는 자격을 얻을 때까지 계속된다는 내세관이다. 마지막 세 번째는 이 세상에서의 육체의 죽음과 동시에 그 개인은 영원한 소멸(eternal oblivion)에 이르게 된다는 내세관이다.
기독교 · 유대교 · 이슬람교 등에서는 첫 번째 내세관을 가지고 있으며 불교 · 힌두교 · 고대 이집트 종교 · 피타고라스주의 · 영지주의 · 헤르메스주의 등에서는 두 번째 내세관을 가지고 있다. 유물론에서는 세 번째 내세관을 가지고 있다. 보통 두 번째 내세관에서는 육체가 죽은 후 그 개인의 에센스가 이 세상으로 다시 태어나기까지의 기간 동안에 그 에센스가 머무르는 특정한 장소가 있는데, 이 장소를 일반적으로 지칭할 때도 사후 세계 또는 저승 등이라고 하기도 한다. 내세관들은 주로 종교 · 신비주의 · 밀교 · 형이상학에서 유래한다.

## 내세

### 고대 이집트
- 두아트
- 암두아트

### 고대 그리스
- 엘리시움
- 타르타로스
- 포세이돈
- 하데스
- 헬리오스
- 헤르메스
- 헤라클레스
- 제우스

### 기독교
- 천국
- 연옥
- 지옥
- 림보

### 불교
- 윤회
- 극락
- 정토

## 같이 보기
- 삶
- 삶의 연장
- 죽음
- 유령
- 영혼
- 영매(靈媒)
  - 채널링(channeling)
- 강신술(영어판)(정령숭배)
- 심령주의
- 유심론
- 염라대왕